# アガテ
アガテ（フランス語：Agathée）ラテン語名アガテウス（ラテン語：Agatheus）、690/700年頃にナント教区とレンヌ教区、他おそらくクタンス教区の司教であった人物。

## 概要
ピピン2世の勝利後、ネウストリア司教座の状況は悪化した。司教名簿は途絶え、貴族がその座を占めるようになった。ナント伯アガテとその後継者アミト（アメロ）は聖職者でありながら、レンヌとナントを支配した。
«聖ディディエ(フランス語版)の死後、レンヌ伯アガテは教会の収益を奪い、死去した司教に正当な後継者を与えることを許さなかった。この侵入者は703年頃に没したとされている。»